# Acrometopia reicherti
Acrometopia reicherti är en tvåvingeart som först beskrevs av Günther Enderlein 1929.  Acrometopia reicherti ingår i släktet Acrometopia och familjen markflugor. Inga underarter finns listade i Catalogue of Life.